# Інгвілл Флугстад Естберг
І́нґвілл Флу́ґстад Е́стберґ (норв. Ingvild Flugstad Østberg, нар. 9 листопада 1990, Євік, Норвегія) — норвезька лижниця, що спеціалізується на лижних перегонах, дворазова олімпійська чемпіонка, дворазова чемпіонка світу. 
Учасниця зимових Олімпійських ігор (2014). Срібна призерка Олімпійських ігор 2014 у спринті вільним стилем.

## Життєпис
Інґвілл Флуґстад Естберґ народилася у норвезькому місті Євік. Кататися на лижах почала у віці одного року, а вже у дворічному віці взяла участь у перших змаганнях. На міжнародному рівні Інґвілл дебютувала у 2008 році на юнацькому чемпіонаті світу з лижних видів спорту в Італії. Того ж року вона дебютувала на етапі Кубка світу в Драммені. На юнацькому чемпіонаті світу 2009 року Естберґ перемогла у трьох індивідуальних дисциплінах та здобула «золото» в естафеті, однак на дорослому чемпіонаті світу її результати були не такими визначними — всього лише 5 місце у командному спринті та 37 позиція у індивідуальній гонці на 30 км. Крім того, у сезоні 2009/10 Інґвілл стала переможницею Скандинавського кубку з лижних перегонів.
У розіграші Кубка світу 2012/13 Естберґ посіла третє підсумкове місце у спринті, набравши 294 очки в загальному заліку. Того ж сезону їй вперше підкорилася найвища сходинка етапу Кубка світу — Інґвілл перемогла у командному спринті на етапі в Ліберці разом з Майкен Касперсен Фалла.
У лютому 2014 році Інґвілл Флуґстад Естберґ взяла участь в зимових Олімпійських іграх у Сочі. 11 лютого вона здобула срібну нагороду в індивідуальному спринті вільним стилем, поступившись лише своїй співвітчизниці Майкен Фалла.
Окрім лижного спорту Інґвілл займається футболом, виступає за жіночий футбольний клуб «Євік» у Першому дивізіоні чемпіонату Норвегії серед жінок. Серед їжі спортсменка віддає перевагу домашній піці та лососю.

## Виступи на Олімпійських іграх
| Змагання                     | Місто     | Спринт (індив.) | Спринт (ком.) | 10 км. (індив.) | 15 км. (скіатлон) | 30 км. (мас-старт) | Естаф. 4х5 км. |
| ---------------------------- | --------- | --------------- | ------------- | --------------- | ----------------- | ------------------ | -------------- |
| Зимові Олімпійські ігри 2018 | Пхьончхан | 17              | —             | 7               | 11                | 4                  | 1              |
| Зимові Олімпійські ігри 2014 | Сочі      | 2               | 1             | —               | —                 | —                  | —              |